# Rekarne kontrakt
Rekarne kontrakt är ett kontrakt inom Svenska kyrkan i Strängnäs stift. 
Kontraktskod är 0407.
Kontraktet omfattar församlingar i Eskilstuna kommun.

## Administrativ historik
Kontraktet bildades 1962 av 
Västerrekarne kontrakt med
- Eskilstuna Fors församling bildades 1931 av Fors församling och delen väster om ån av Eskilstuna stadsförsamling och uppgick 2010 i Eskilstuna församling som 2020 delades upp i Tunafors församling, S:t Ansgars församling och S:t Johannes församling
- Eskilstuna Klosters församling bildades 1931 av Klosters församling och delen öster om ån av Eskilstuna stadsförsamling och uppgick 2010 i Eskilstuna församling som 2020 delades upp i Tunafors församling, S:t Ansgars församling och S:t Johannes församling
- Gillberga församling som 2002 uppgick i Västra Rekarne församling
- Lista församling som 2002 uppgick i Västra Rekarne församling
- Torshälla stadsförsamling som 1970 namnändrades till Torshälla församling
- Torshälla landsförsamling som 1970 namnändrades till Hällby församling som 2002 uppgick i Hällby församling med Tumbo och Råby-Rekarne
- Tumbo församling som 2002 uppgick i Hällby församling med Tumbo och Råby-Rekarne
- Råby-Rekarne församling som 2002 uppgick i Hällby församling med Tumbo och Råby-Rekarne
- Öja församling som 2002 uppgick i Västra Rekarne församling
- Västermo församling som 2002 uppgick i Västra Rekarne församling
- i detta kontrakt ingick före 1952 även Kung Karls församling och Torpa församling vilka då överfördes till Köpings kontrakt i Västerås stift

Österrekarne kontrakt med
- Husby-Rekarne församling
- Jäders församling som 1995 uppgick i Kafjärdens församling
- Barva församling som 1995 uppgick i Kafjärdens församling
- Näshulta församling
- Stenkvista församling som 2006 uppgick i Stenkvista-Ärla församling
- Ärla församling som 2006 uppgick i Stenkvista-Ärla församling
- Kjula församling som 1995 uppgick i Kafjärdens församling
- Sundby församling som 1995 uppgick i Kafjärdens församling
- Vallby församling som 1995 uppgick i Kafjärdens församling
- Hammarby församling som 1995 uppgick i Kafjärdens församling